# Willow Weep for Me
Willow Weep for Me è un brano musicale del 1932 scritto dalla compositrice e paroliera statunitense Ann Ronell.

## Altre versioni
- Paul Whiteman & Irene Taylor (1932)
- Greta Keller (1933)
- Stan Kenton & June Christy (1946)
- Art Tatum (1949)
- Billie Holiday - Lady Sings the Blues (1956)
- Red Garland - Groovy (1957)
- Tommy Flanagan - Overseas (1957)
- Vince Guaraldi - A Flower Is a Lovesome Thing (1957)
- Cal Tjader - Cal Tjader (1957)
- Frank Sinatra – Frank Sinatra Sings for Only the Lonely (1958)
- David Newman & Ray Charles - Fathead (1958)
- Nina Simone - The Amazing Nina Simone (1959)
- Stanley Turrentine - Blue Hour (1960)
- The Coasters - One by One (1960)
- Lou Rawls with Les McCann - Stormy Monday (1962)
- Sam Cooke - Mr. Soul (1963)
- George Benson - It's Uptown (1966)
- The Thad Jones/Mel Lewis Orchestra - Presenting Thad Jones/Mel Lewis and the Jazz Orchestra (1966)
- Alan Price Set (1966)
- Wes Montgomery - Willow Weep For Me (1969) (postumo)
- Oscar Peterson & Harry Sweets Edison - Oscar Peterson and Harry Edison (1974)
- Phil Woods & Jaki Byard - Musique du Bois (1974)
- Dorothy Donegan - The Many Faces of Dorothy Donegan (1975)
- Pat Martino - We'll Be Together Again (1976)
- Clark Terry - Clark After Dark (1978)
- Shoji Yokouchi Trio plus Yuri Tashiro - Greensleeves (1978)
- Steve Miller - Born 2 B Blue (1988)
- Etta James - Time After Time (1995)
- Andy Bey - Ballads, Blues, and Bey (1995)
- David Sanborn - Pearls (1995)
- Tony Bennett (1996)
- Tin Hat Trio - The Rodeo Eroded (2002)
- Bennie Wallace with Kenny Barron – The Nearness of You (2003)
- Vocal Spectrum - Vocal Spectrum III (2011)
- Mark Whitfield - Live & Uncut (2017)